# Timarevo
Timarevo (bulgariska: Тимарево) är ett distrikt i Bulgarien.   Det ligger i kommunen Obsjtina Chitrino och regionen Sjumen, i den nordöstra delen av landet, 300 km öster om huvudstaden Sofia.
Trakten runt Timarevo består till största delen av jordbruksmark. Runt Timarevo är det ganska tätbefolkat, med 149 invånare per kvadratkilometer.